# Diadelioides glabricollis
Diadelioides glabricollis là một loài bọ cánh cứng trong họ Cerambycidae.